# Andras Guttormsson

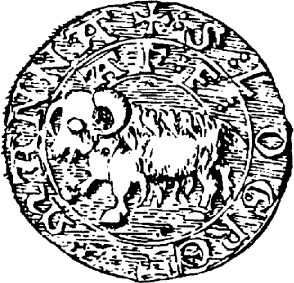
Andras Guttormsson hivatali pecsétje, amely egy 1533. augusztus 15-i levélen maradt fenn. A kost, Feröer címerállatát ábrázolja. Felirata: S[igillum] Logretv Manna, azaz „a løgmaður pecsétje”.

Andras Guttormsson (dánul: Andreas Guttormsen) (1490 k. – 1544) 1531 és 1544 között løgmaður volt Feröeren.

## Pályafutása
1531 decemberében nevezte ki I. Frigyes dán-norvég király Feröer løgmaðurjává. Székhelye a sumbai Kálgarður gazdaságban volt, a szigetek déli részén.
Egy történelmi szempontból nem hiteles hagyomány szerint Guttormsson valamikor a hivatali ideje alatt bűncselekményt követett el, és fia (egyben későbbi utódja), Guttormur Andrasson személyesen járta ki a királynál, hogy apja továbbra is megtarthassa pozícióját.

## Családja
Andras Guttormsson valószínűleg Norvégiából származik, és Guttorm fia volt.

## Fordítás
- Ez a szócikk részben vagy egészben az Andras Guttormsson című német Wikipédia-szócikk ezen változatának fordításán alapul.  Az eredeti cikk szerkesztőit annak laptörténete sorolja fel. Ez a jelzés csupán a megfogalmazás eredetét és a szerzői jogokat jelzi, nem szolgál a cikkben szereplő információk forrásmegjelöléseként.